# Bust-A-Move Pocket
Bust-A-Move Pocket är titeln på ett spel som ingår i en spelserie kallad Bust-A-Move från det japanska företaget Taito. Denna version finns till Neo Geo Pocket Color och Playstation Portable.